# Ex commisso nobis
Ex commisso nobis, ou la bulle de Gniezno (en polonais : Bulla gnieźnieńska), est une bulle du pape Innocent II par laquelle il abroge l’autorité de l’archevêque de Magdebourg sur l’Église polonaise, confirmant l’indépendance de cette dernière.
D'un point de vue historique, cette bulle fulminée le 7 juillet 1136 contient la première référence écrite de la langue polonaise. Le linguiste polonais Aleksander Brückner (en) la surnomme « złota bulla języka polskiego » (« la bulle d'or du polonais »).

## Histoire

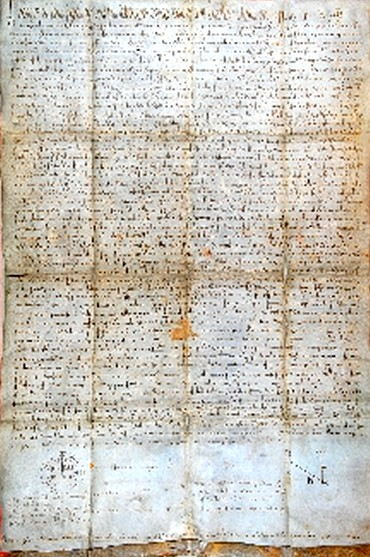
Manuscrit de la bulle de Gniezno, 1136.

En 1133, le pape Innocent II, subissant les pressions du Saint-Empire, publie une bulle refusant l’indépendance de l’archevêché de Gniezno. Tous les évêchés polonais sont rattachés au diocèse de Magdebourg. Les Polonais font appel de cette décision et se rapprochent de l’antipape Anaclet II.
En août 1135, à Mersebourg, Boleslas III Bouche-Torse se reconnaît vassal de l’empereur Lothaire II et accepte de lui payer un tribut annuel. En échange, il obtient la reconnaissance de l’indépendance de l’archevêché polonais mais la Poméranie occidentale devient fief de l’empereur.
Le 7 juillet 1136, la « bulle de Gniezno » du pape Innocent II confirme l’indépendance de l’Église polonaise.

### Contenu
La bulle énumère les domaines de l'archevêque de Gniezno. Elle liste environ 410 noms de lieux, c'est-à-dire des provinces, villes et villages. On peut y lire par exemple les noms de Żnin, de Stare Biskupice, de Zagorzyn, de Czaple ou encore de Sadowo. Elle donne ensuite pour chaque lieu plusieurs noms, dont son propriétaire, ses évêques et des noms de chevaliers, de paysans ou d'artisans.

## Linguistique
La « bulle de Gniezno » est le plus ancien document contenant quelques phrases isolées en polonais. Bien qu'écrite en latin, elle énumère 410 noms de personnes ou de localités à consonance polonaise.

## Pendant la Seconde Guerre mondiale
Volé par les nazis, le document est intercepté par les Soviétiques et emporté à Moscou. Il y est conservé pendant cinquante ans avant d'être restitué à la ville de Gniezno. Il est aujourd'hui conservé dans les archives de la ville.

## Historicité
En 1947, l'historien polonais Karol Maleczyński (en) a tenté de remettre en cause l'historicité du document, relevant plusieurs anomalies notamment sur la forme, mais ses travaux ont été vivement critiqués. Selon lui, la bulle aurait été écrite entre 1139 et 1144. En 1980, Henryk Łowmiański (en) a présenté une critique approfondie de ses arguments et clos la polémique.
La Bibliothèque nationale de Pologne a soumis la bulle à un test aux ultraviolets et a identifié les traces de plusieurs lavages.